# Reykon
Andrés Felipe Robledo Londoño (n. 12 decembrie 1986, Envigado, Columbia), cu numele de scenă Reykon sau Reykon „El líder”, este un cântăreț și compozitor columbian de reggaeton. A câștigat premiul Nuestra Tierra pentru cea mai bună piesă urbană a anului, „Sin Miedo”.

## Biografie
Reykon s-a născut pe 12 decembrie 1986 în Envigado, Antioquia. În 2002 a format o trupă împreună cu colegii săi de studio Musik Man și TaTallillo, pe care au numit-o R.T.M din care ulterior s-a retras TaTallillo. În 2007 și-a inceput cariera solo cu melodia «Como me cuesta» , o melodie romantică. Datorită melodiei <<Senorita>> 2009 , s-a făcut cunoscut pe piața muzicală urbană columbiană și în același an a colaborat împreună cu J Balvin, colegul lui de breaslă, <<Se aloca>>. În 2012 a colaborat împreună cu Daddy Yankee, hitul <<Senorita>>, bucurându-se de un real succes și pe plan internațional. În 2015 a semnat un contract cu Warner Music Latina.
De asemenea, în 2015, a lansat o altă melodie cu Daddy Yankee numită "Imaginádote", care a înscris pe graficele Billboard [7] și pe Monitor Latino în Columbia. De asemenea, a avut șansa să colaboreze cu Bebe Rexha și să cânte melodia "All The Way". Acest cântec a fost unul dintre piesele nominalizate a fi tema oficială a Copa Oro 2015.
El a fost, de asemenea, ales pentru a fi unul dintre judecătorii de la Factorul XF 2015. El a declarat că: "Sunt foarte recunoscător și fericit că am fost parte dintr-o competiție care a fost o platformă importantă pentru începutul multor stele din Columbia". [8]
Reykon a fost invitat special al unui partid și a fost invitat de Teodoro Nguema Obiang Mangue, cunoscut și ca Teodorin, fiul președintelui Guineei Ecuatoriale, Teodoro Obiang Nguema Mbasogo. A fost spus de Teodorin când au dat mâna pentru prima oară: "Știu toate cântecele tale, sunt un mare fan, sunt încântat să te aflu în țara mea". Este unul dintre puținele artiști care au interpretat acolo. [9]
În 2017, single-ul lui Dejame Te Explico a primit statutul de Platinum în Columbia.
La 4 mai 2018, a lansat primul său album de studio intitulat "El Lider". Ea are caracteristici de la mai multe grele grele, cum ar fi, Daddy Yankee, Nicky Jam și Luigi 21 Plus.

## Discografie

### Melodii
- 2007 - La novela
- 2007 - Como me cuesta
- 2009 - Señorita
- 2009 - Se aloca (cu J Balvin)
- 2009 - No veo la hora
- 2009 - Nadie como tú
- 2009 - La última vez
- 2010 - Vamos hacer el amor (cu Jockey)
- 2010 - Si yo fuera tú
- 2010 - Sexo (cu Legi y Zhay)
- 2010 - Rompiendo la cama (Magnate y Valentino)
- 2010 - Pegaito a la pared	(cu Jay D, Magix, Nova)
- 2010 - La santa
- 2010 - Ángel guardián (cu Pipe Calderón)
- 2010 - Algún día
- 2011 - Tu cuerpo me llama Remix (cu Los Mortal Kombat)
- 2011 - Te gateo (cu Pipe Calderón)
- 2011 - Sin miedo
- 2011 - Que hay pa mí (cu Shako)
- 2011 - Nuestra Tierra (cu Kevin Roldán, J Balvin, Golpe a Golpe, Pipe Calderon)
- 2011 - La santa Remix (cu J Álvarez, Farruko, Ñejo y Dálmata, Lui-G 21 Plus)
- 2011 - El conspire (cu Musik Man)
- 2011 - El besito Remix (cu Pasabordo)
- 2011 - Cripy cripy Remix (cuYandar y Yostin)
- 2011 - Con flow mátalo (cu Kevin Roldán, J Balvin, Dragón y Caballero, Maluma, Jay)
- 2011 - Cocoloco (cu Juancho Style)
- 2011 - Aqui no pasa naa (cu Golpe a Golpe)
- 2011 - Tu juguete (cu Karol G)
- 2012 - Te lo juro por tí (cu Small)
- 2012 - Señorita (cu Daddy Yankee)
- 2012 - Renuncio Remix (cu Giovanny Ayala)
- 2012 - No molestes más
- 2012 - Mi Noche (cu  Kannon)
- 2012 - La idea
- 2012 - Juana (cu Jowan y Bull Nene)
- 2012 - 301 (Cu  Karol G)
- 2013 - Tuturuwa
- 2013 - Rapapam (cu Farruko)
- 2013 - La noche es una (cu Sonny y Vaech)
- 2013 - Cuanto Te Vi
- 2013 - Bailen
- 2014 - Secretos
- 2015 - El chisme
- 2017 - Déjame te explico
- 2019 - Latina (cu Maluma)
- 2020 - Lo Que No Sabias (cu Maluma)
- 2021 - La Suite

## Legături externe
- Site oficial